# Vjatsjeslav Vedenin
Vjatsjeslav Petrovitsj Vedenin (Russisch: Вячеслав Петрович Веденин) (Oblast Toela, 1 oktober 1941 – 22 oktober 2021) was een Russisch langlaufer, Olympisch kampioen in 1972. 

## Carrière
Vedenin won tijdens de Olympische Winterspelen 1968 de zilveren medaille op de 50 kilometer achter de Noor Ole Ellefsæter. Vedenin werd in 1970 zowel wereldkampioen op 30 kilometer en de estafette en won de zilveren medaille op de 50 kilometer. Tijdens de Olympische Winterspelen 1972 won Vedenin olympisch goud op de 30 kilometer en op de estafette en op de 50 kilometer de bronzen medaille.

## Belangrijkste resultaten

### Olympische Winterspelen
| Editie | Plaats   | Resultaten                       |
| ------ | -------- | -------------------------------- |
| 1968   | Grenoble | 14e 30 km · 50 km · 4e estafette |
| 1972   | Sapporo  | 30 km · 50 km · estafette        |

### Wereldkampioenschappen langlaufen
| Jaar | Plaats       | Resultaten                       |
| ---- | ------------ | -------------------------------- |
| 1968 | Grenoble     | 14e 30 km · 50 km · 4e estafette |
| 1970 | Vysoké Tatry | 30 km · 50 km · estafette        |
| 1972 | Sapporo      | 30 km · 50 km · estafette        |